# Friendly People
Friendly People è il secondo album della band californiana Guttermouth, pubblicato nel 1994.
È il primo album pubblicato dalla Nitro Records, etichetta fondata da Dexter Holland degli Offspring. Dopo l'uscita dell'album, la band iniziò una lunga tournée come gruppo spalla degli Offspring, suonando in arene molto importanti. Durante il tour, i Guttermouth si sono fatti notare per la loro irruenza e per la loro noncuranza delle regole, caratteristica che ha portato molti organizzatori di festival a non invitare la band californiana.

## Tracce
Tutte le canzoni sono scritte dai Guttermouth eccetto dove indicato
1. End on 9
2. Derek
3. Jamie's Petting Zoo
4. Bullshit (Davis)
5. P.C.
6. Disneyland
7. Cant We All Just Get Along (At the Dinner Table)
8. Veggicide
9. Chaps My Hide
10. What's Gone Wrong (Davis)
11. You're Late
12. Summer's Over
13. Asshole

## Formazione
- Mark Adkins - voce
- Scott Sheldon - chitarra
- Eric Derek Davis - chitarra
- Clint Cliff Weinrich - basso
- James Nunn (aka Captain James T. Nunn) - batteria
- Joey Hernandez (Voodoo Glow Skulls) - sassofono
- Joe McNally (Voodoo Glow Skulls) - trombone